# Легенда о Златном језеру
Легенда о Златном језеру говори о пореклу имена језера Балта алу Шонту.
По једном предању, неки Турчин је, у бегу, на овом месту закопао благо, надајући се повратку. Друга легенда каже да су се лоповима пред потером кола са благом преврнула у језеро. Простодушан чобанин нашао је испале златнике под корењем дрвећа. Не знајући њихову вредност, бацао их је у језеро, правећи „жабице”. С неколико преосталих кованица упутио се се у град и код трговца Карла за један златник добио најбољи шешир. Увидевши колико вреде, чобанин је испричао трговцу шта је урадио. Ова легенда је у прошлости произвела идеју о исушивању Златног језера.